# Ninjutsu
El ninjutsu (忍術?), también conocido como shinobi-jutsu, y como ninpō (忍法?), es el arte marcial japonés del espionaje y la guerrilla.
Este arte marcial, se basa en grupos de técnicas y tácticas (consideradas clásicamente 20, mencionadas más adelante) que han utilizado supuestamente los ninja durante siglos. Los primeros datos que se tienen de la utilización de ninjas en el campo de batalla data del siglo V, lo que nos da una idea de la antigüedad de este estilo de lucha, que se complementaba con el aprendizaje de muchas habilidades útiles para el espionaje, como la caracterización o falsificación de documentos, así como ciertas prácticas esotéricas derivadas del Mikkyo, budismo esotérico japonés.
Con la llegada de Oda Nobunaga, los ninja fueron perseguidos en un intento de detener su creciente influencia y poder. Aunque esto provocó que algunos clanes ninja se extendiesen por todo Japón al tener que huir de Iga. Ya en el siglo XVII se utilizaron por última vez de forma masiva en la revuelta cristiana de Kyushu en 1637.  A mediados y fines del período Edo, comienza el declive en el uso de los shinobi, dado el largo período de paz establecido por la familia Tokugawa.
Entre los siglos siglo XVII y XIX se prohibió legalmente el uso de los mercenarios ninja, lo que hizo que se utilizaran de forma clandestina y a escala pequeña.
En el siglo XX Japón utilizó el ninjutsu como forma de entrenamiento de sus tropas de élite.[cita requerida] No obstante eran tropas regulares dotadas de un entrenamiento especial, sin que se pueda llegar a considerarlos verdaderos ninjas. El último registro real sobre el empleo de los ninja por parte del gobierno japonés data de la Segunda Guerra Mundial (1939-1945).
La internacionalización del Ninjutsu viene de manos del maestro Masaaki Hatsumi, teórico heredero de nueve tradiciones marciales antiguas del Japón (Ryu), entre ellas tres de origen ninja, y seis de origen samurái. Dentro de su organización, la llamada Bujinkan.
En EE. UU. a principos de los 80  el maestro Kim Ashida y el maestro Harunaka Hoshino de la Ninja Empire Harunaka Hoshino participan activamente en el desarrollo y difusión del arte al mismo tiempo que el Ninjutsu de Bujinkan con Stephen Hayes. El maestro Frank Dux perteneciente a la American Koga ryu Ninjutsu (actual Dux ryu) fue uno de los instructores más activos en dar a conocer este arte marcial. Fue el actor y artista marcial Jean Claude Van Damme que protagonizó la película en 1.980 que relata la participación del ninja Frank Dux en unos campeonatos de artes marciales.

## Arte marcial
En la actualidad el ninjutsu se limita al uso de golpes, luxaciones articulares, lanzamientos, derribos y uso de armas tradicionales; buscando formar al individuo, de forma similar al conjunto de las artes marciales tradicionales modernas o gendai budo actual (como el Judo, el Aikido, el karate-Do, el Kendo, etc.) Aunque en los niveles más altos de esta disciplina se realizan seminarios muy exclusivos en Japón acerca de su faceta psicológica, esotérica, uso de venenos y de explosivos.
En realidad, no puede considerarse al antiguo ninjutsu como un arte marcial tradicional más; en el sentido clásico del término, ya que las disciplinas que el ninja debía conocer iban mucho más allá de las técnicas de lucha o de combate con y sin armas. Como ya se ha dicho, la práctica del Ninpo Mikkyo, o prácticas esotéricas, y del Kuji-kiri (corte de nueve sílabas, posiciones místicas con los dedos que canalizan la energía), el cual legendariamente proporcionaba al ninja poderes asombrosos, eran de estudio obligado para los clanes ninja, quienes preferían tácticas de terror y espionaje, mucho más sutiles que el clásico bujutsu o arte marcial del samurái.
Sin embargo, es un frecuente error histórico el considerar separadas conceptualmente las técnicas de combate del ninja y del guerrero samurái, dado que aquellas son una evolución o adaptación de éstas (según ciertos autores). Quizá por culpa de la industria cinematográfica y documentales erróneos, se tiende a considerar al ninja como el enemigo del samurái, cuando la realidad apunta a una posible simbiosis que los situaría en más estrecha comunión. Remarquemos que muchos líderes ninja eran a la vez samurái de renombre, que ocultaban su condición clandestina como indicaba la tradición; e inclusive muchos ninja servían como espías, e informantes a diferentes clanes feudales; sirviendo en contadas ocasiones como asesinos.

## Acuñación del término Shinobi o ninja
Hay quienes dicen que fue el príncipe Shotoku Taishi quien nombró shinobi a un gran estratega en la recolección de información. Shi significa hacedor, No que es experto y Bi que se lee como información y de ahí parece haber derivado el término. [cita requerida]

## Las 20 disciplinas del ninjutsu (ninja no bugei ju happan)
El entrenamiento ninja clásico contempla, al menos a nivel histórico, el aprendizaje de veinte disciplinas.:
1. Taijutsu: Manejo del cuerpo; movimientos, desplazamientos y combate desarmado.
2. Kenjutsu: esgrima de sable, incluyendo la ninjato o shinobigatana.
3. Bojutsu: técnicas de lucha con bastones de diversos tipos o tamaños.
4. Hanbojutsu: arte de combatir con un báculo.
5. Shurikenjutsu: lanzamiento, manipulación y combate con elementos cortapunzantes.
6. Kusarijutsu: manejo de cadenas, solía usarse la Kusarigama, una hoz japonesa con cadena y contrapeso en el extremo o la Kusarifundo, una cadena extremadamente larga.
7. Sôjutsu: manejo de lanzas.
8. Naginatajutsu: uso de la Naginata, especie de alabarda en forma de espada curva con asta muy larga.
9. Bajutsu: equitación, lucha y técnicas a caballo.
10. Kuji Kiri: posiciones esotéricas de manos, las cuales según se decía dotaban al ninja de habilidades sobrehumanas.
11. Suijutsu: nado, lucha, combate y técnicas en el agua.
12. Kayakujutsu: fabricación y empleo de pólvoras y explosivos.
13. Bo Ryaku/Kyojutsu Tenkan Ho: estrategia de engaño intercambiando lo verdadero y lo falso.
14. Cho Ho: espionaje.
15. Shinobi Iri: ocultación y camuflaje (en todo tipo de climas y ambientes exteriores e interiores).
16. Inton Jutsu: infiltración.
17. Henso Jutsu: caracterización, interpretación y disfraces.
18. Ten Mon: meteorología.
19. Chi Mon: geografía.
20. Seishin Teki Kyoyo: desarrollo espiritual.

En cambio, las dieciocho habilidades del bujutsu samurái eran las siguientes:
1. Taijutsu: Combate sin armas.
2. Kenjutsu o Kendo: Uso de la Katana o sable de bambú (shinai).
3. Iai Nuki o Battojutsu: desenvaine y corte con la espada.
4. Kusarijutsu: combate con cadenas, volvemos al ejemplo de la Kusarigama.
5. Bojutsu: combate con bastones.
6. Yarijutsu: combate con Lanza
7. Naginatajutsu: uso de la Naginata, especie de alabarda en forma de espada curva con asta muy larga. Es más bien para las esposas de los samurái, pues no es común que estos la empleen.
8. Kyokuten: combate en ambientes extremos.
9. Suitonjutsu: natación, métodos de ocultación en el agua y uso de agua racionada.
10. Bajutsu: técnicas para montar y combatir a caballo.
11. Hanbojutsu: arte de combatir con un báculo.
12. Yajutsu: técnicas de arquería.
13. Yoroi Kumi-Uchi: combate usando armadura.
14. Hojojutsu: técnicas con cuerdas, podría decirse que son técnicas de atadura.
15. Juttejutsu: combate usando Jutte.
16. Saiminjutsu: ilusiones (ilusionismos y prestidigitación).
17. Shurikenjutsu: técnicas de lanzamiento de Shuriken, no es común para un samurái.
18. Seishin Teki Kyoyo: desarrollo espiritual.

Como se puede ver, las habilidades del ninja son un refinamiento, o si se quiere una especialización de la forma de comprender el arte de la guerra del samurái. Esto nos acerca a una interrelación entre el ninja y el samurái, que lejos de ser similar a la que presenta la cinematografía, apunta quizá hacia una ósmosis, tanto a nivel de conocimiento, como de táctica y estrategia, e incluso de seres humanos. No en vano, famosos samurái fueron a la vez destacados ninja de clanes famosos, y viceversa. Incluso varias escuelas antiguas de tradición nítidamente noble, es decir, samurái, incluían el ninjutsu dentro de su programa, tanto en torno a la técnica como a las citadas táctica y estrategia.[cita requerida]
El Arte Ninja se complementaría con otros conocimientos propios de modernos agentes de campo, como los primeros auxilios, la orientación, conocimientos de alimentación muy particulares, técnicas para andar y desplazarse en silencio o transportando heridos, el empleo de armas ocultas o camufladas (las llamadas Kakushi Buki, y en definitiva todo aquello que fuese útil para su labor).

## El atuendo ninja (shinobi gioshinobi shuzoku)
Las diversas escuelas de Nin Jutsu que existen en la actualidad emplean mayoritariamente un keikogi de color negro o azul oscuro. Pese a la creencia popular, el tradicional traje negro con capucha del ninja del folclore es solamente un concepto popular, derivado de las ropas que empleaban los tramoyistas del teatro kabuki, para confundirse con el fondo de color oscuro. La utilidad de ese ropaje para pasar inadvertido se asimiló sincréticamente como parte del atuendo del ninja en el folclore japonés.

## Estilos
Entre las escuelas o «Ryu» más conocidos (se cree que en Japón perduran unos pocos más reservados sólo a japoneses) a nivel mundial está Bujinkan de Maasaki Hatsumi (la más difundida con diferencia), Genbukan de Shoto Tanemura, Yagami Ryu, liderada en América por el Roshi Dave Hyuga y Jinenkan de Manaka Usui, entre otros.
En Japón, es reconocido como representante oficial y heredero de las escuelas de Iga y Koga al maestro Jinichi Kawakami.[cita requerida]